# Sukopinggir
Sukopinggir is een bestuurslaag in het regentschap Jombang van de provincie Oost-Java, Indonesië. Sukopinggir telt 2526 inwoners (volkstelling 2010).